# Bystrovany
Bystrovany (in tedesco Bystrowan) è un comune della Repubblica Ceca facente parte del distretto di Olomouc, nella regione di Olomouc.